# Trebur
Trebur (mundartlich: Trewwer) ist eine Gemeinde im südhessischen Kreis Groß-Gerau.

## Geografie

### Geografische Lage
Die Gemeinde liegt im Rhein-Main-Gebiet und gehört zum Hessischen Ried. Die Entfernung zu den Städten Mainz, Wiesbaden, Frankfurt am Main und Darmstadt beträgt etwa 20 bis 30 Kilometer. Östlich verläuft die Rhein-Main-Bahn, nächstgelegener Bahnhof ist der Bahnhof Nauheim (b Groß Gerau).

### Nachbargemeinden
Trebur grenzt im Norden an die Stadt Ginsheim-Gustavsburg und die Stadt Rüsselsheim am Main, im Osten an die Gemeinde Nauheim und die Stadt Groß-Gerau, im Süden an die Stadt Riedstadt, sowie im Westen an die Städte Oppenheim und Nierstein und die Gemeinden Nackenheim und Bodenheim (alle Landkreis Mainz-Bingen).

### Gemeindegliederung
Trebur besteht aus den vier Ortsteilen Astheim, Geinsheim mit dem Wohnplatz Kornsand, Hessenaue und der Kerngemeinde Trebur und beherbergt in etwa 6.100 Haushalten rund 13.000 Einwohner.

### Klima
|                        | Jan | Feb | Mär | Apr | Mai  | Jun  | Jul  | Aug  | Sep  | Okt  | Nov | Dez |   |      |
| Mittl. Temperatur (°C) | 1,5 | 2,0 | 5,5 | 9,5 | 14,0 | 16,5 | 18,5 | 18,5 | 14,5 | 10,5 | 5,0 | 1,5 | ⌀ | 9,8  |
| Mittl. Tagesmax. (°C)  | 4   | 5   | 9   | 14  | 19   | 21   | 23   | 23   | 19   | 14   | 7   | 4   | ⌀ | 13,5 |
| Mittl. Tagesmin. (°C)  | −1  | −1  | 2   | 5   | 9    | 12   | 14   | 14   | 10   | 7    | 3   | −1  | ⌀ | 6,1  |
|                        |     |     |     |     |      |      |      |      |      |      |     |     |   |      |
| Niederschlag (mm)      | 54  | 49  | 55  | 46  | 49   | 49   | 55   | 49   | 44   | 49   | 55  | 65  | Σ | 619  |
|                        |     |     |     |     |      |      |      |      |      |      |     |     |   |      |
| Sonnenstunden (h/d)    | 1,5 | 2,7 | 3,9 | 5,4 | 6,6  | 7,0  | 7,1  | 6,5  | 5,2  | 3,3  | 1,7 | 1,2 | ⌀ | 4,3  |
|                        |     |     |     |     |      |      |      |      |      |      |     |     |   |      |
| Regentage (d)          | 25  | 21  | 23  | 21  | 21   | 22   | 23   | 20   | 20   | 21   | 24  | 26  | Σ | 267  |

| −1 |

| −1 |

| 2 |

| 5 |

| 9 |

| 12 |

| 14 |

| 14 |

| 10 |

| 7 |

| 3 |

| −1 |

| −1 |

| −1 |

| 2 |

| 5 |

| 9 |

| 12 |

| 14 |

| 14 |

| 10 |

| 7 |

| 3 |

| −1 |

## Geschichte

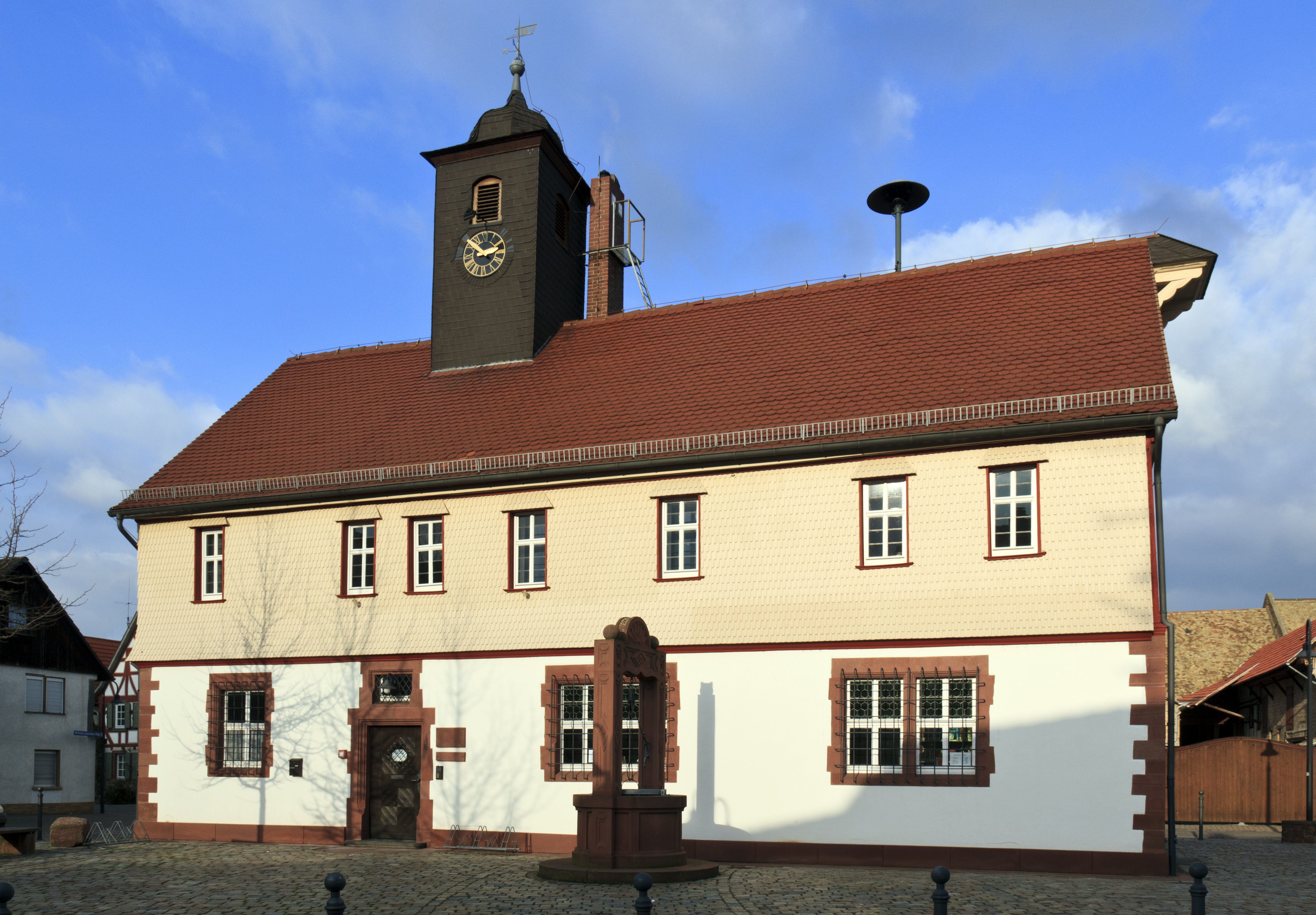
Altes Rathaus

### Ortsgeschichte
Der Ort Trebur wird 829 zum ersten Mal in einer Urkunde König Ludwigs des Frommen erwähnt. In historischen Unterlagen findet Trebur in den folgenden Jahrhunderten unter anderem mit diesen Ortsnamen Erwähnung: Triburen und Triburi fiscus im Lorscher Codex für die Zeit von 830 bis 850, Triburias in den Jahren 874 und 882, Triburium 1248, Dribure 1273, Trebure 1295, Tribor 1433, Tribber 1469, Trebornn 1516, Trebber 1550 und Trebur ab dem Jahr 1553.
Seit dem 9. Jahrhundert stand in Trebur eine Königspfalz. Sie ging aus einem Königshof mit ausgedehntem Fiskalbezirk hervor, zu dem unter anderem auch der heutige Ortsteil Astheim gehörte. Aus der Zeit zwischen 829 und 1077 sind 57 Königsaufenthalte, einige Reichstage und die Synode von Trebur bekannt, von denen einige reichsgeschichtliche Bedeutung hatten. König Heinrich IV. war besonders mit Trebur verbunden, hier wurde er 1053 zum König gewählt und heiratete er 1066. 1076 zwangen ihn oppositionelle Fürsten auf dem Fürstentag zu Trebur, seinen Konflikt mit dem Papst beizulegen, was den „Gang nach Canossa“ zur Folge hatte.
In der Folge verlor Trebur seine Bedeutung als Königshof. Außer dem Gegenkönig Rudolf von Rheinfelden besuchte kein König mehr die Pfalz. Trebur wurde zusammen mit der Pfalz 1248 an die Grafschaft Katzenelnbogen verpfändet. Das Pfand wurde nie eingelöst, und die Grafen konnten 1422 weitere Hoheitsrechte erwerben. Das Katzenelnbogener Erbe fiel mit Trebur 1479 an die Landgrafschaft Hessen. 1527 tauschte Graf Philipp III. von Hanau-Lichtenberg seine Rechte in Trebur und andere Rechte mit Kurfürst Ludwig V. von der Pfalz gegen die Hälfte des Dorfes Altheim, das dem Hanauer Amt Babenhausen zugeordnet wurde. 1599 verkaufte das Albanstift zu Mainz sein Hofgut dem Landgrafen Ludwig V. von Hessen-Darmstadt, der es 1601 an die Gemeinde Trebur weiterverkaufte. 1771 werden als Grundbesitzer in Trebur der Deutsche Orden, das Kloster Eberbach sowie weitere vor allem Mainzer Kirchenbesitzungen genannt. Im Jahr  fiel der Besitz des 1781 aufgehobenen Klarissenklosters St. Klara an die Landgrafschaft Hessen-Kassel. Noch bis 1802 wird das Kloster Eberbach als Grundbesitzer genannt.
Mit der hessischen Herrschaft wurde Trebur zusammen mit Astheim und Geinsheim Teil des hessischen Amtes Dornberg. Verwaltungsmäßig gehörte Trebur dann bis 1820 zum Amt Dornberg, das ab 1816 zur Provinz Starkenburg des Großherzogtums Hessen gehörte. 1821 wurden im Großherzogtum Landratsbezirke eingeführt und Trebur wurde dem Landratsbezirk Dornberg zugeteilt.
Die Statistisch-topographisch-historische Beschreibung des Großherzogthums Hessen berichtet 1829 über Trebur:

„Trebur (L. Bez. Dornberg) Marktflecken; liegt 1 1⁄4 St. von Dornberg, 3⁄4 St. vom Rhein und am Zusammenfluß des Landbachs und des Schwarzbachs. Der Ort hat 224 Häuser und 1397 Einw., die außer 30 Kath., 2 Reform., und 77 Juden lutherisch sind, und unter welchen sich 142 Bauern, 114 Handwerker und 63 Taglöhner befinden. Hier ist eine neue große Kirche, eine Knaben- und eine Mädchenschule und eine Synagoge. – Trebur war eine Reichsdomäne [Curtis villa regia); auch befand sich hier ein Palatium, dessen Erbauung Kaiser Carl dem Großen zugeschrieben werden dürfte. Weder die Villa noch das Palatium kommt vor dem 9. Jahrhundert vor. Kaiser Otto III. schenkte 985 Trebur der Abtei iQuedlinburg, jedoch kommt der Ort zu Heinrich II. Zeiten (1002–1024) wieder als königliches Eigenthum vor. König Wilhelm verpfändete 1248 das Reichsdorf Trebur dem Grafen Diether III. von Katzenellenbogen. Das Vogteirecht und andere hohe Rechte besaßen hier die Herrn von Münzenberg und Falkenstein; die Vogtei verkaufte Diether von Isenburg–Büdingen, ein Falkensteinischer Erbe, im Jahr 1422, dem Grafen Johann III. von Katzenellenbogen um 1200 fl. – Wichtig und von welthistorischem Interesse sind die Verhandlungen, die hier gepflogen wurden. Urkundlich gewiß ist die große Kirchenversammlung im Jahr 822. König Ludwig der Fromme hielt sich 829 hier auf, lagerte sich 832 hier gegen seinen aufrührischen Sohn, und erwartete 839 bei einer neuen Empörung seines Sohns hier seine Armee. Auch dieser, Ludwig der Teutsche, hielt sich öfters hier auf und rief, als sich seine Söhne mit ihm entzweiten, 871 einen Reichstag hier zusammen, so wie er auch 875 eine Unterredung mit seinen Söhnen und Großen hier hatte, welche, als der Zweck nicht erreicht wurde, die Berufung eines neuen Reichstags nach Trebur, in demselben Jahre, zur Folge hatte. Hier wurde 888 Carl der Dicke abgesetzt. Eine Kirchenversammlung wurde 895 von Arnulf hier zusammenberufen, welche eine der merkwürdigsten dieses Jahrhunderts war, und welcher 22 oder 26 Bischöfe und ungefähr halb so viel Aebte und eine Menge weltlicher Großen und der König selbst beiwohnten. Auch in den Jahren 897, ferner 900 und 905 fanden hier Reichstage Statt. Nach dem Abgang der Carolinger nahm der Glanz etwas ab, der sich aber unter den fränkischen Kaisern wieder hob. Unweit Trebur, bei dem ausgegangenen Dorfe Campen, wurde Conrad II. 1024 zum König erwählt. Dieser berief 1031 und 1035 oder 1036 National-Concilien, so wie Heinrich III., 1045, eine Reichsversammlung nach Trebur. Auf der großen Reichsversammlung vom Jahr 1053, wurde Königs Heinrich III. Nachfolger erwählt. Auf dem Reichstage im Jahr 1066 nöthigten die Stände den Kaiser Heinrich IV., den Bischof Adalbert von Bremen zu entlassen; auch feierte dieser Kaiser in demselben Jahre seine Vermählung hier. Heinrich V. berief 1119 abermals einen großen Reichstag hier zusammen, welcher wahrscheinlich auch die letzte Reichshandlung war, die hier Statt fand. Der Palast verfiel, und mit ihm schwanden alle Herrlichkeiten Treburs. Trebur hatte drei Kirchen: 1) die St.Albanskirche, vor dem Flecken gelegen, war ehemals die Pfarrkirche und kommt schon 1184 vor. Abt Giselbert von St. Alban schenkte solche 1351 dem Domkapitel zu Mainz und in der Mitte des 16. Jahrhunderts wurde sie abgebrochen; 2) die Kirche zu St. Maria, oder zu Unserer lieben Frauen, wurde 1599 der Gemeinde zum Schulhaus geschenkt; 3) die Kirche zu St. Laurentii; diese wurde nachher die Pfarrkirche und an deren Stelle die jetzige erbaut.“

1832 wurden die Verwaltungseinheiten ein weiteres Mal vergrößert und es wurden Kreise geschaffen. Dadurch gelangte Trebur in den Kreis Groß-Gerau. Die Provinzen, die Kreise und die Landratsbezirke des Großherzogtums wurden am 31. Juli 1848 abgeschafft und durch Regierungsbezirke ersetzt, was jedoch bereits am 12. Mai 1852 wieder rückgängig gemacht wurde. Dadurch gehörte Trebur von 1848 bis 1852 zum Regierungsbezirk Darmstadt, bevor wieder der Kreis Groß-Gerau für die übergeordnete Verwaltung zuständig war. Dort verblieb der Ort durch alle weiteren Verwaltungsreformen bis heute. Die zuständige Gerichtsbarkeit war während der Zugehörigkeit zu Hessen-Darmstadt von 1821 bis 1879 das Landgericht Großgerau und ist seit 1879 das daraus hervorgegangene Amtsgericht Groß-Gerau.
Trebur war im 17. und 18. Jahrhundert neben dem Dreißigjährigen Krieg und Pestepidemien auch vielfach vom Hochwasser des nahen Rheins betroffen. Auch durch die Erb- und Thronfolgekriege und die anschließenden Napoleonischen Kriegen war die Bevölkerung vielfachen Repressalien ausgesetzt. Auch das 19. Jahrhundert war durch soziale und wirtschaftliche Missstände geprägt, was zwischen 1840 und 1890 zu einer Aus- und Abwanderungswelle führte. Erst der wirtschaftliche Aufschwung des Rhein-Main-Gebietes und die damit verbundenen neuen Arbeitsplätze ließen gegen Ende des 19. Jahrhunderts einen bescheidenen Wohlstand zu.
Mit dem beginnenden 20. Jahrhundert wurden durch die beiden Weltkriege und den NS-Staat diese Verbesserungen wieder zunichtegemacht. Der Widersinn von Krieg und Gewaltherrschaft wurde noch einmal am Ende des Zweiten Weltkrieges durch das Kornsandverbrechen demonstriert, als sechs politisch missliebige Zivilisten am 21. März 1945 am Kornsand misshandelt und hingerichtet wurden – zwei Tage bevor die amerikanischen Streitkräfte unter General Patton den rechtsrheinischen Brückenkopf eroberten (→ Rheinüberquerung bei Nierstein 1945).
Nach 1945 begannen der Wiederaufbau und die Eingliederung Hunderter von Flüchtlingen und Heimatvertriebenen (→ Nachkriegszeit in Deutschland). In diesem Zuge erfolgte auch der Neubau der römisch-katholischen St. Alban-Kirche. Das Dorf verlor im Rahmen eines raschen Strukturwandels seinen vorwiegend ländlich geprägten Charakter und entwickelte sich zu einer modernen Wohnortgemeinde für Arbeiter und Angestellte. Die Lage des Ortes am Rande des Rhein-Main-Gebietes begünstigte diese Entwicklung vor allem durch die Arbeitsmöglichkeiten im nahe gelegenen Opel-Werk.
Im Zuge der Gebietsreform in Hessen wurden am 1. Januar 1977 die Gemeinden Astheim, Geinsheim, Hessenaue und Trebur durch das Gesetz zur Neugliederung des Landkreises Groß-Gerau zu einer Gemeinde mit dem Namen Trebur zusammengeschlossen. Ortsbezirke nach der Hessischen Gemeindeordnung wurden nicht errichtet.

### Verwaltungsgeschichte im Überblick
Die folgende Liste zeigt die Staaten und Verwaltungseinheiten, denen Trebur angehört(e):
- vor 1479: Heiliges Römisches Reich, Grafschaft Katzenelnbogen, Obergrafschaft Katzenelnbogen, Amt Dornberg
- ab 1479: Heiliges Römisches Reich, Landgrafschaft Hessen (durch Erbfall), Obergrafschaft Katzenelnbogen, Amt Rüsselsheim
- ab 1567: Heiliges Römisches Reich, Landgrafschaft Hessen-Darmstadt, Obergrafschaft Katzenelnbogen, Amt Rüsselsheim
- ab 1803: Heiliges Römisches Reich, Landgrafschaft Hessen-Darmstadt, Fürstentum Starkenburg, Amt Rüsselsheim
- ab 1806: Großherzogtum Hessen,[Anm. 2] Fürstentum Starkenburg, Amt Rüsselsheim[13]
- ab 1815: Großherzogtum Hessen[Anm. 3], Provinz Starkenburg, Amt Rüsselsheim
- ab 1821: Großherzogtum Hessen, Provinz Starkenburg, Landratsbezirk Dornberg[Anm. 4]
- ab 1832: Großherzogtum Hessen, Provinz Starkenburg, Kreis Groß-Gerau
- ab 1848: Großherzogtum Hessen, Regierungsbezirk Darmstadt
- ab 1852: Großherzogtum Hessen, Provinz Starkenburg, Kreis Groß-Gerau
- ab 1871: Deutsches Reich,[Anm. 5] Großherzogtum Hessen, Provinz Starkenburg, Kreis Groß-Gerau
- ab 1918: Deutsches Reich, Volksstaat Hessen,[Anm. 6] Provinz Starkenburg, Kreis Groß-Gerau
- ab 1938: Deutsches Reich, Volksstaat Hessen, Landkreis Groß-Gerau[14][Anm. 7]
- ab 1945: Amerikanische Besatzungszone,[Anm. 8] Groß-Hessen, Regierungsbezirk Darmstadt, Landkreis Groß-Gerau
- ab 1946: Amerikanische Besatzungszone, Hessen, Regierungsbezirk Darmstadt, Landkreis Groß-Gerau
- ab 1949: Bundesrepublik Deutschland, Hessen, Regierungsbezirk Darmstadt, Landkreis Groß-Gerau

## Bevölkerung

### Einwohnerstruktur 2011
Nach den Erhebungen des Zensus 2011 lebten am Stichtag, dem 9. Mai 2011, in Trebur 13.095 Einwohner. Darunter waren 642 (4,9 %) Ausländer, von denen 361 aus dem EU-Ausland, 179 aus anderen europäischen Ländern und 103 aus anderen Staaten kamen. Von den deutschen Einwohnern hatten 7,8 % einen Migrationshintergrund. (Bis zum Jahr 2020 erhöhte sich die Ausländerquote auf 9,2 %.) Nach dem Lebensalter waren 2268 Einwohner unter 18 Jahren, 5721 zwischen 18 und 49, 2607 zwischen 50 und 64 und 2502 Einwohner waren älter. Die Einwohner lebten in 5745 Haushalten. Davon waren 1716 Singlehaushalte, 1845 Paare ohne Kinder und 1704 Paare mit Kindern, sowie 390 Alleinerziehende und 93 Wohngemeinschaften. In 1110 Haushalten lebten ausschließlich Senioren und in 4023 Haushaltungen lebten keine Senioren.

### Einwohnerentwicklung
| • 1629: | 158 Hausgesesse            |
| • 1806: | 1215 Einwohner, 220 Häuser |
| • 1829: | 1397 Einwohner, 244 Häuser |
| • 1867: | 1785 Einwohner, 293 Häuser |

| Trebur: Einwohnerzahlen von 1791 bis 2020 | Trebur: Einwohnerzahlen von 1791 bis 2020 | Trebur: Einwohnerzahlen von 1791 bis 2020 | Trebur: Einwohnerzahlen von 1791 bis 2020 | Trebur: Einwohnerzahlen von 1791 bis 2020 |
| --- | ----------------------------------------- | ----------------------------------------- | ----------------------------------------- | ----------------------------------------- |
| Jahr |                                           |                                           |                                           | Einwohner                                 |
| 1791 | 1791                                      |                                           | 1.035                                     | 1.035                                     |
| 1800 | 1800                                      |                                           | 1.052                                     | 1.052                                     |
| 1806 | 1806                                      |                                           | 1.215                                     | 1.215                                     |
| 1829 | 1829                                      |                                           | 1.397                                     | 1.397                                     |
| 1834 | 1834                                      |                                           | 1.540                                     | 1.540                                     |
| 1840 | 1840                                      |                                           | 1.595                                     | 1.595                                     |
| 1846 | 1846                                      |                                           | 1.719                                     | 1.719                                     |
| 1852 | 1852                                      |                                           | 1.599                                     | 1.599                                     |
| 1858 | 1858                                      |                                           | 1.567                                     | 1.567                                     |
| 1864 | 1864                                      |                                           | 1.725                                     | 1.725                                     |
| 1871 | 1871                                      |                                           | 1.827                                     | 1.827                                     |
| 1875 | 1875                                      |                                           | 1.788                                     | 1.788                                     |
| 1885 | 1885                                      |                                           | 1.866                                     | 1.866                                     |
| 1895 | 1895                                      |                                           | 1.935                                     | 1.935                                     |
| 1905 | 1905                                      |                                           | 2.079                                     | 2.079                                     |
| 1910 | 1910                                      |                                           | 2.211                                     | 2.211                                     |
| 1925 | 1925                                      |                                           | 2.413                                     | 2.413                                     |
| 1939 | 1939                                      |                                           | 2.648                                     | 2.648                                     |
| 1946 | 1946                                      |                                           | 3.174                                     | 3.174                                     |
| 1950 | 1950                                      |                                           | 3.479                                     | 3.479                                     |
| 1956 | 1956                                      |                                           | 3.559                                     | 3.559                                     |
| 1961 | 1961                                      |                                           | 3.812                                     | 3.812                                     |
| 1967 | 1967                                      |                                           | 4.235                                     | 4.235                                     |
| 1970 | 1970                                      |                                           | 4.454                                     | 4.454                                     |
| 1972 | 1972                                      |                                           | 4.480                                     | 4.480                                     |
| 1975 | 1975                                      |                                           | 9.711                                     | 9.711                                     |
| 1985 | 1985                                      |                                           | 10.892                                    | 10.892                                    |
| 1990 | 1990                                      |                                           | 11.185                                    | 11.185                                    |
| 1995 | 1995                                      |                                           | 11.843                                    | 11.843                                    |
| 2000 | 2000                                      |                                           | 12.679                                    | 12.679                                    |
| 2005 | 2005                                      |                                           | 12.962                                    | 12.962                                    |
| 2010 | 2010                                      |                                           | 13.199                                    | 13.199                                    |
| 2011 | 2011                                      |                                           | 13.095                                    | 13.095                                    |
| 2015 | 2015                                      |                                           | 13.158                                    | 13.158                                    |
| 2020 | 2020                                      |                                           | 13.260                                    | 13.260                                    |
| Datenquelle: Historisches Gemeindeverzeichnis für Hessen: Die Bevölkerung der Gemeinden 1834 bis 1967. Wiesbaden: Hessisches Statistisches Landesamt, 1968. Weitere Quellen: LAGIS; 1791, 1800; 1972; Hessisches Statistisches Informationssystem; Zensus 2011 Ab 1975 einschließlich der im Zuge der Gebietsreform in Hessen eingegliederten Orte. |                                           |                                           |                                           |                                           |

### Religionszugehörigkeit
| • 1829: | 1288 lutherische (= 92,20 %), 2 reformierte (= 0,14 %), 77 jüdische (= 5,51 %) und 30 katholische (= 2,15 %) Einwohner |
| • 1961: | 2982 (= 78,23 %) evangelische und 726 (= 19,05 %) katholische Einwohner                                                |
| • 1987: | 5663 evangelische (= 56,2 %), 3496 katholische (= 34,7 %), 1618 sonstige (= 16,1 %) Einwohner                          |
| • 2011: | 5210 evangelische (= 39,8 %), 3200 katholische (= 24,4 %), 4680 sonstige (= 35,7 %) Einwohner                          |

### Erwerbstätigkeit
Die Gemeinde im Vergleich mit Landkreis, Regierungsbezirk Darmstadt und Hessen:
|                                                   | Jahr | Gemeinde | Landkreis | Regierungsbezirk | Hessen    |
| ------------------------------------------------- | ---- | -------- | --------- | ---------------- | --------- |
| Sozialversicherungspflichtig Beschäftigte         | 2017 | 1.982    | 98.042    | 1.695.567        | 2.524.156 |
| Veränderung zu                                    | 2000 | −6,2 %   | +5,4 %    | +16,1 %          | +16,0 %   |
| davon Vollzeit                                    | 2017 | 72,8 %   | 75,9 %    | 72,8 %           | 71,8 %    |
| davon Teilzeit                                    | 2017 | 27,2 %   | 24,1 %    | 27,2 %           | 28,2 %    |
| Ausschließlich geringfügig entlohnte Beschäftigte | 2017 | 550      | 13.048    | 224.267          | 372.991   |
| Veränderung zu                                    | 2000 | +57,1 %  | −9,6 %    | +9,0 %           | +8,8 %    |

| Branche                         | Jahr | Gemeinde | Landkreis | Regierungsbezirk | Hessen |
| ------------------------------- | ---- | -------- | --------- | ---------------- | ------ |
| Produzierendes Gewerbe          | 2000 | *) %     | 43,8 %    | 27,0 %           | 30,6 % |
|                                 | 2017 | 26,7 %   | 33,2 %    | 20,4 %           | 24,3 % |
| Handel, Gastgewerbe und Verkehr | 2000 | 38,0 %   | 27,6 %    | 26,4 %           | 25,1 % |
|                                 | 2017 | 26,9 %   | 27,9 %    | 24,7 %           | 23,8 % |
| Unternehmensdienstleistungen    | 2000 | 31,0 %   | 14,0 %    | 25,1 %           | 20,2 % |
|                                 | 2017 | 21,1 %   | 19,9 %    | 31,6 %           | 26,1 % |
| Sonstige Dienstleistungen       | 2000 | 14,8 %   | 13,7 %    | 20,1 %           | 22,5 % |
|                                 | 2017 | 20,3 %   | 18,6 %    | 23,0 %           | 25,4 % |
| Sonstiges (bzw. ohne Zuordnung) | 2000 | 16,2 %   | 01,0 %    | 01,4 %           | 01,5 % |
|                                 | 2017 | 05,0 %   | 00,5 %    | 00,3 %           | 00,4 % |

*) anonymisiert

## Politik

### Gemeindevertretung
Die Kommunalwahl am 14. März 2021 lieferte folgendes endgültige Ergebnis, in Vergleich gesetzt zu früheren Kommunalwahlen:
| Sitzverteilung in der Gemeindevertretung 2021Insgesamt 31 Sitze - SPD: 4 - GLT: 5 - FDP: 1 - CDU: 7 - FW: 14 | Parteien und Wählergemeinschaften | Parteien und Wählergemeinschaften           | % 2021 | Sitze 2021 | % 2016 | Sitze 2016 | % 2011 | Sitze 2011 | % 2006 | Sitze 2006 | % 2001 | Sitze 2001 |
| Sitzverteilung in der Gemeindevertretung 2021Insgesamt 31 Sitze - SPD: 4 - GLT: 5 - FDP: 1 - CDU: 7 - FW: 14 | CDU                               | Christlich Demokratische Union Deutschlands | 21,2   | 7 (6*)     | 28,2   | 9          | 35,1   | 11         | 34,1   | 13         | 29,4   | 11         |
| Sitzverteilung in der Gemeindevertretung 2021Insgesamt 31 Sitze - SPD: 4 - GLT: 5 - FDP: 1 - CDU: 7 - FW: 14 | SPD                               | Sozialdemokratische Partei Deutschlands     | 14,3   | 4          | 23,1   | 7          | 34,2   | 11         | 39,2   | 14         | 47,2   | 18         |
| Sitzverteilung in der Gemeindevertretung 2021Insgesamt 31 Sitze - SPD: 4 - GLT: 5 - FDP: 1 - CDU: 7 - FW: 14 | GLT                               | Grüne Liste Trebur                          | 15,3   | 5 (6*)     | 14,2   | 4          | 24,2   | 7          | 19,5   | 7          | 14,6   | 5          |
| Sitzverteilung in der Gemeindevertretung 2021Insgesamt 31 Sitze - SPD: 4 - GLT: 5 - FDP: 1 - CDU: 7 - FW: 14 | FDP                               | Freie Demokratische Partei                  | 5,0    | 1          | 8,9    | 3          | 6,6    | 2          | 7,2    | 3          | 8,8    | 3          |
| Sitzverteilung in der Gemeindevertretung 2021Insgesamt 31 Sitze - SPD: 4 - GLT: 5 - FDP: 1 - CDU: 7 - FW: 14 | FW                                | Freie Wähler                                | 44,3   | 14         | 25,6   | 8          | —      | —          | —      | —          | —      | —          |
| Sitzverteilung in der Gemeindevertretung 2021Insgesamt 31 Sitze - SPD: 4 - GLT: 5 - FDP: 1 - CDU: 7 - FW: 14 | gesamt                            | gesamt                                      | 100,0  | 31         | 100,0  | 31         | 100,0  | 31         | 100,0  | 37         | 100,0  | 37         |
| Sitzverteilung in der Gemeindevertretung 2021Insgesamt 31 Sitze - SPD: 4 - GLT: 5 - FDP: 1 - CDU: 7 - FW: 14 | Wahlbeteiligung in %              | Wahlbeteiligung in %                        | 56,1   | 56,1       | 49,5   | 49,5       | 46,3   | 46,3       | 47,1   | 47,1       | 55,6   | 55,6       |

* Durch einen Fraktionswechsel änderten sich die Größen der beiden Fraktionen relativ zum Wahlergebnis nachträglich. 2016 sind die Freien Wähler erstmals bei einer Kommunalwahl in Trebur angetreten.
In der Wahlperiode 2021 bis 2026 wurde Andreas Mars (GLT) zum Vorsitzenden der Gemeindevertretung gewählt.

### Bürgermeister

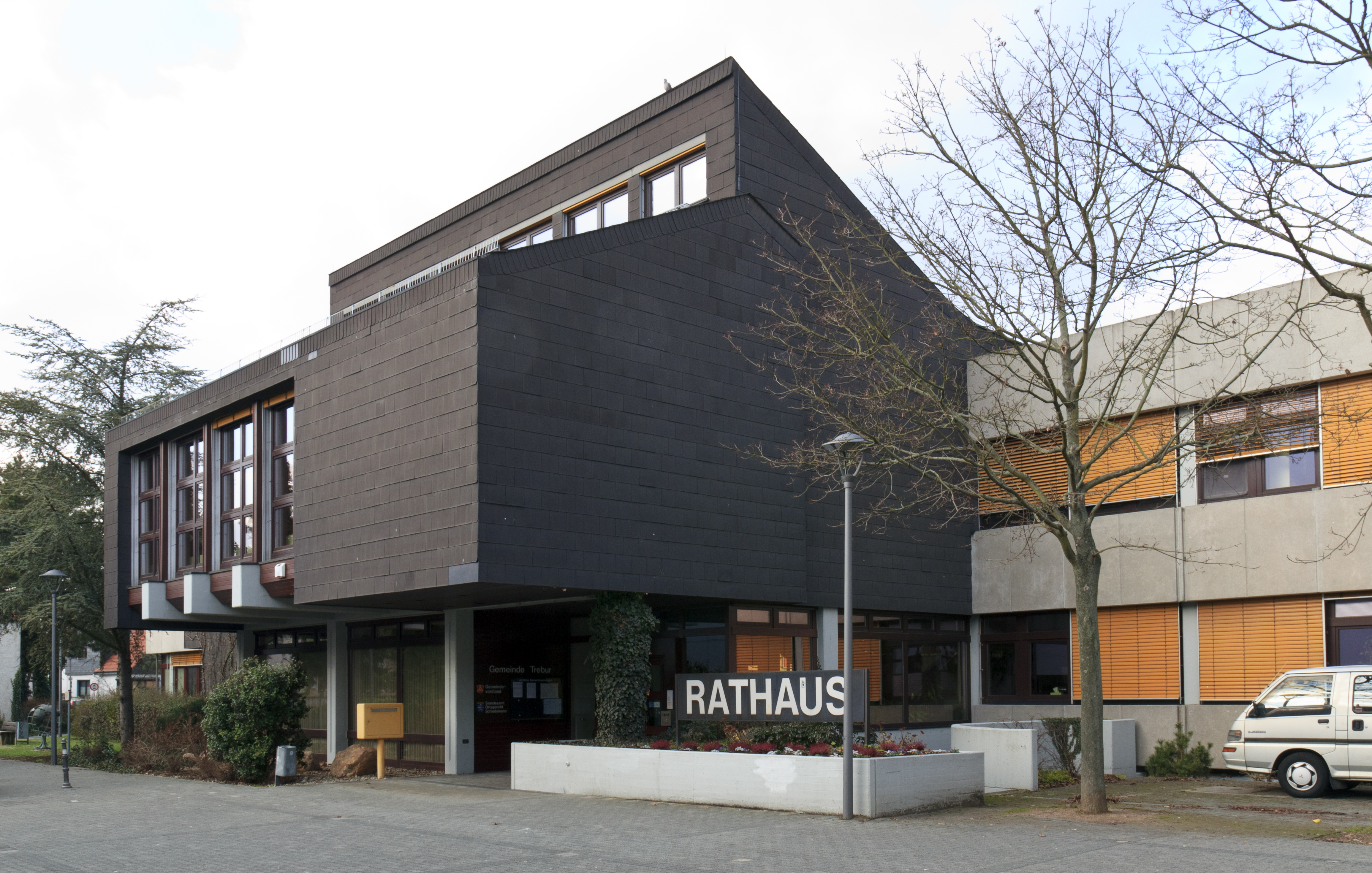
Rathaus in Trebur

Nach der hessischen Kommunalverfassung wird der Bürgermeister für eine sechsjährige Amtszeit gewählt, seit dem Jahr 1993 in einer Direktwahl, und ist Vorsitzender des Gemeindevorstands, dem in der Gemeinde Trebur neben dem Bürgermeister ehrenamtlich ein Erster Beigeordneter und sechs weitere Beigeordnete angehören. Bürgermeister ist seit dem 3. Juni 2019 Jochen Engel (FW). Er wurde als Nachfolger von Carsten Sittmann (CDU), der nach einer Amtszeit nicht wieder angetreten war, am 27. Januar 2019 im ersten Wahlgang bei 56,9 Prozent Wahlbeteiligung mit 52,6 Prozent der Stimmen gewählt. Es folgte eine Wiederwahl ohne Gegenkandidaten im Januar 2025.
Amtszeiten der Bürgermeister
- 2019–2031 Jochen Engel (FW)[33]
- 2013–2019 Carsten Sittmann (CDU)[34]
- 2001–2013 Jürgen Arnold[37]
- 1995–2001 Willi Girresch (SPD)[38]

### Wappen und Flagge
Wappen

Blasonierung: „In Rot ein goldener Ring, von dem göpelförmig drei gewellte goldene Bänder bis zu den Schildrändern ausgehen..“
Das Wappen wurde der Gemeinde Trebur im Kreis Groß-Gerau im Jahr 1927 durch das Hessische Ministerium des Innern genehmigt. Nach der Gebietsreform wurde es am 15. August 1984 erneut genehmigt.
In seiner heutigen Form wurde es durch den Heraldiker Georg Massoth gestaltet.
Der alte Marktflecken war ursprünglich Reichsgut und gelangte im 13. Jahrhundert zur Herrschaft der Grafen von Katzenelnbogen. In den drei Gerichtssiegeln, deren erstes mit 1511 datiert ist, stand der Heilige Laurentius mit dem Rost und einem Bischofsstab oder Palmzweig. Das jetzige Wappen, das mit der auf Katzenelnbogen hindeutenden Farbgebung 1927 verliehen wurde, erscheint als Ortsmarke zuerst auf Grenzsteinen im 18. Jahrhundert und wurde im Bürgermeistereisiegel des 19. Jahrhunderts wiederholt; die drei Ansätze am Ring hatten aber, wie Hupps Abbildung zeigt, die Form breitköpfiger Nägel. Vielleicht sollten sie die sogenannte Dreidorfmark von Trebur, Nauheim und Mörfelden symbolisieren. Heute deutet man das Bild als Zusammenfluss von Rhein, Main und Neckar.
Flagge
Die Flagge wurde der Gemeinde am 19. Dezember 1985 durch den Hessischen Innenminister genehmigt und wird wie folgt beschrieben:
„Auf rot/weißer Flaggenbahn in der oberen Hälfte aufgelegt das Gemeindewappen.“

### Gemeindepartnerschaften
Trebur unterhält folgende Gemeindepartnerschaften:
- Verneuil-sur-Avre (seit 2017: Verneuil d’Avre et d’Iton), Frankreich, seit 1982
- Jimbolia, Rumänien, seit 2017

## Kultur und Sehenswürdigkeiten

### Bauwerke
- Die evangelische Laurentiuskirche ist wahrscheinlich aus der früheren Pfalzkapelle hervorgegangen. Erhaltene Teile der Kirche stammen aus dem frühen 11. Jahrhundert. Damit ist die Kirche eines der wenigen aus ottonischer Zeit erhaltenen Architekturzeugnisse.
- Die 1961 eingeweihte St.-Alban-Kirche setzt die Tradition einer Kirche fort, die in der Mitte des 16. Jahrhunderts aufgegeben wurde.
- Die katholische Pfarrkirche St. Petrus in Ketten im Ortsteil Astheim ist eine barocke Pfarrkirche, 1651 erbaut. Vor allem der barocke Hochaltar, die bemerkenswerten Deckengemälden, die Dreymann-Orgel und eine spätgotische Plastik des heiligen Martin von Tours sind sehenswert. Das barocke Kleinod St. Petrus in Ketten, drei Heiligenhäuschen, Heiligenfiguren und Wegkreuze stehen sinnbildlich für das katholische Astheim und seine ehemalige Zugehörigkeit zum Mainzer Kurfürstentum im evangelisch geprägten Hessen.
- In Trebur steht das T1T – mit 1,20 Meter Spiegeldurchmesser eines der größten öffentlich zugänglichen Teleskope Europas. Das T1T wird vom Michael-Adrian-Observatorium der Astronomie-Stiftung Trebur betrieben.[42] Der 2002 an der Sternwarte in Trebur entdeckte Asteroid mit der Nummer 142408 trägt den Namen „Trebur“: (142408) Trebur.
- Passend dazu wurde um den Kreisverkehr am nördlichen Ortsausgang Richtung Rüsselsheim am Main ein Planetenweg eingerichtet.[43]
- In Trebur beginnt der hessische Teil der Deutschen Fachwerkstraße.
- Das Zeppelindenkmal am Kornsand.
- Das Heimatmuseum in der Nauheimer Straße 14 in dem wechselnde Ausstellungen zum Thema Heimat und Geschichte dargeboten werden.
- Unweit der Verbindungsstraße Kornsand-Geinsheim bei 49° 52′ 11,4″ N, 8° 23′ 0,6″ O betreibt der SWR eine Sendeanlage für UKW, die einen 138 Meter hohen, abgespannten Stahlfachwerkmast mit dreieckigem Querschnitt als Antennenträger verwendet. Dieser Sendemast war ursprünglich Bestandteil der 1964 errichteten Viermast-Richtantenne des Bodenseesenders in Meßkirch-Rohrdorf. Er wurde in den 1970er Jahren abgebaut und 1981 in Trebur wiederaufgebaut.

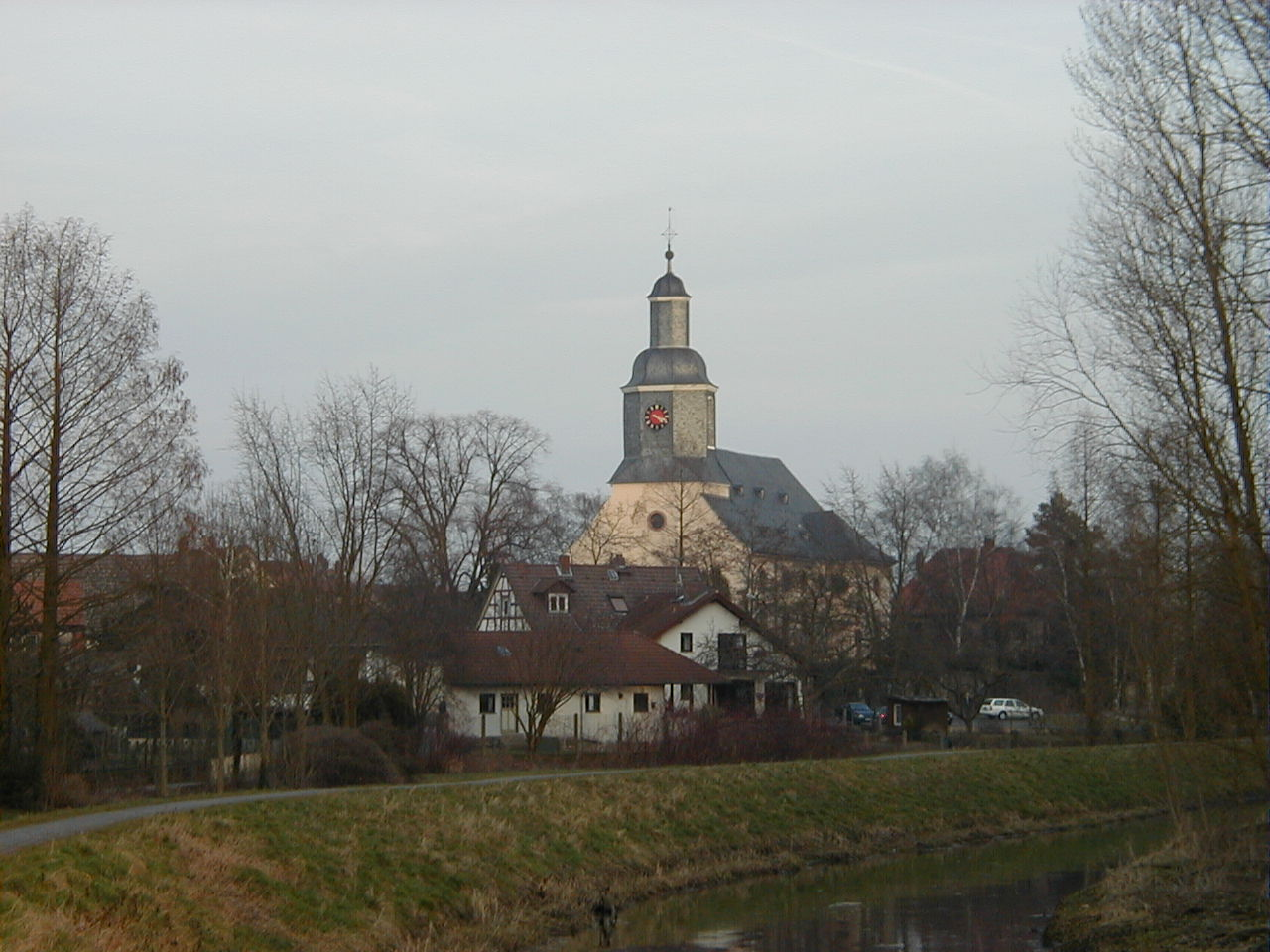
Laurentiuskirche vom Schwarzbach aus gesehen
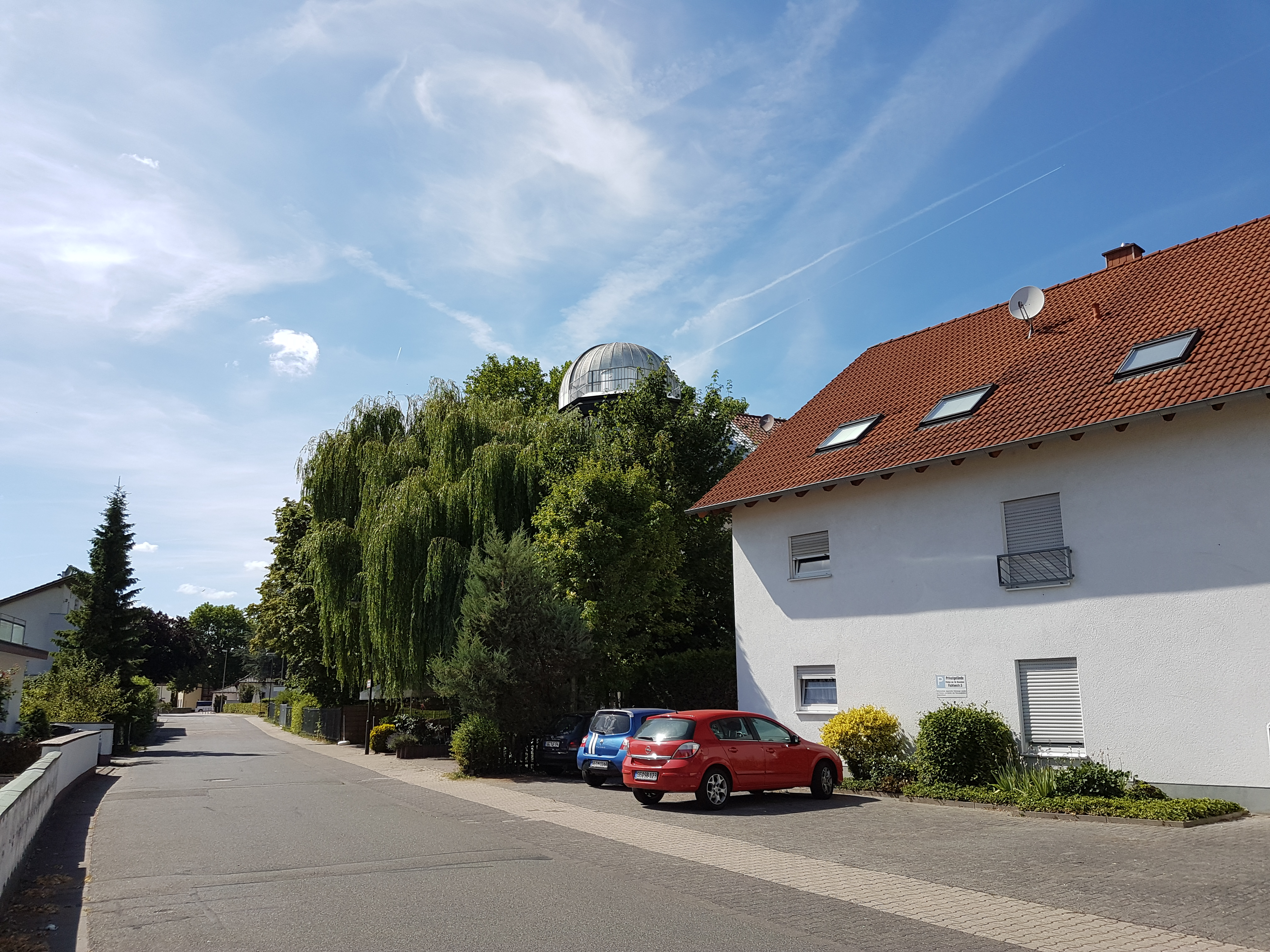
Michael Adrian Observatorium
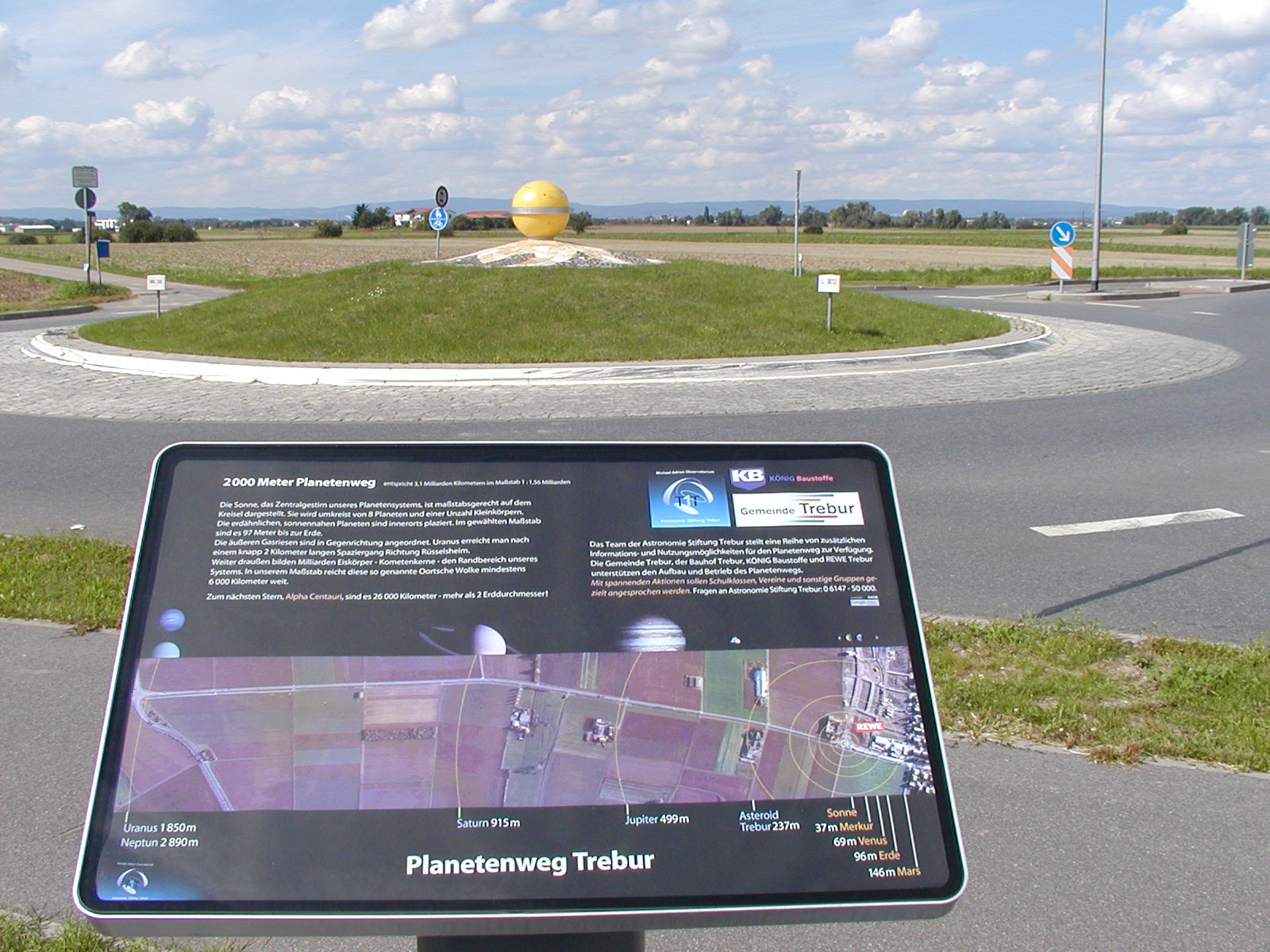
Planetenweg: Legende und Sonne
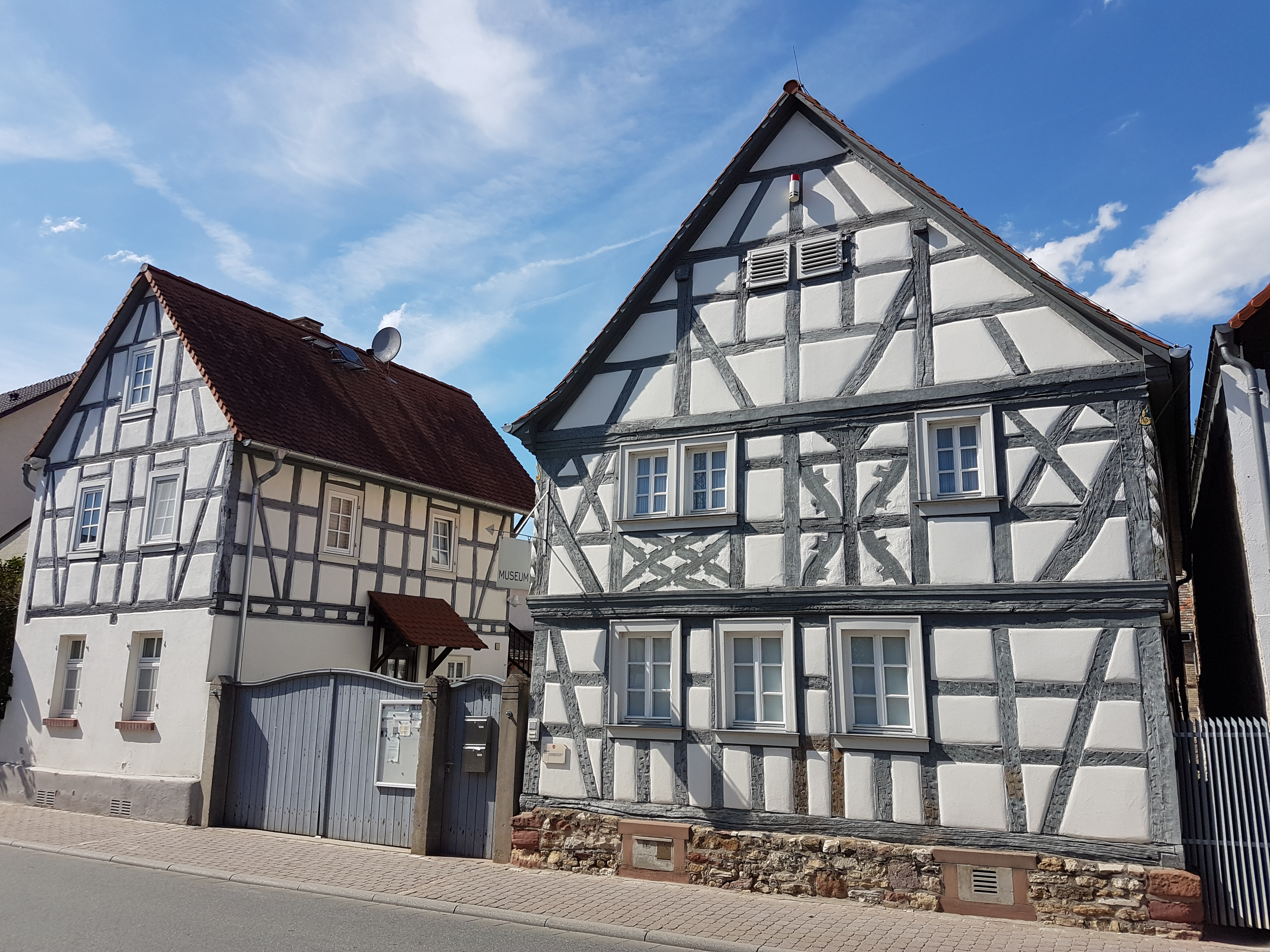
Heimatmuseum Trebur in der Nauheimer Straße 14
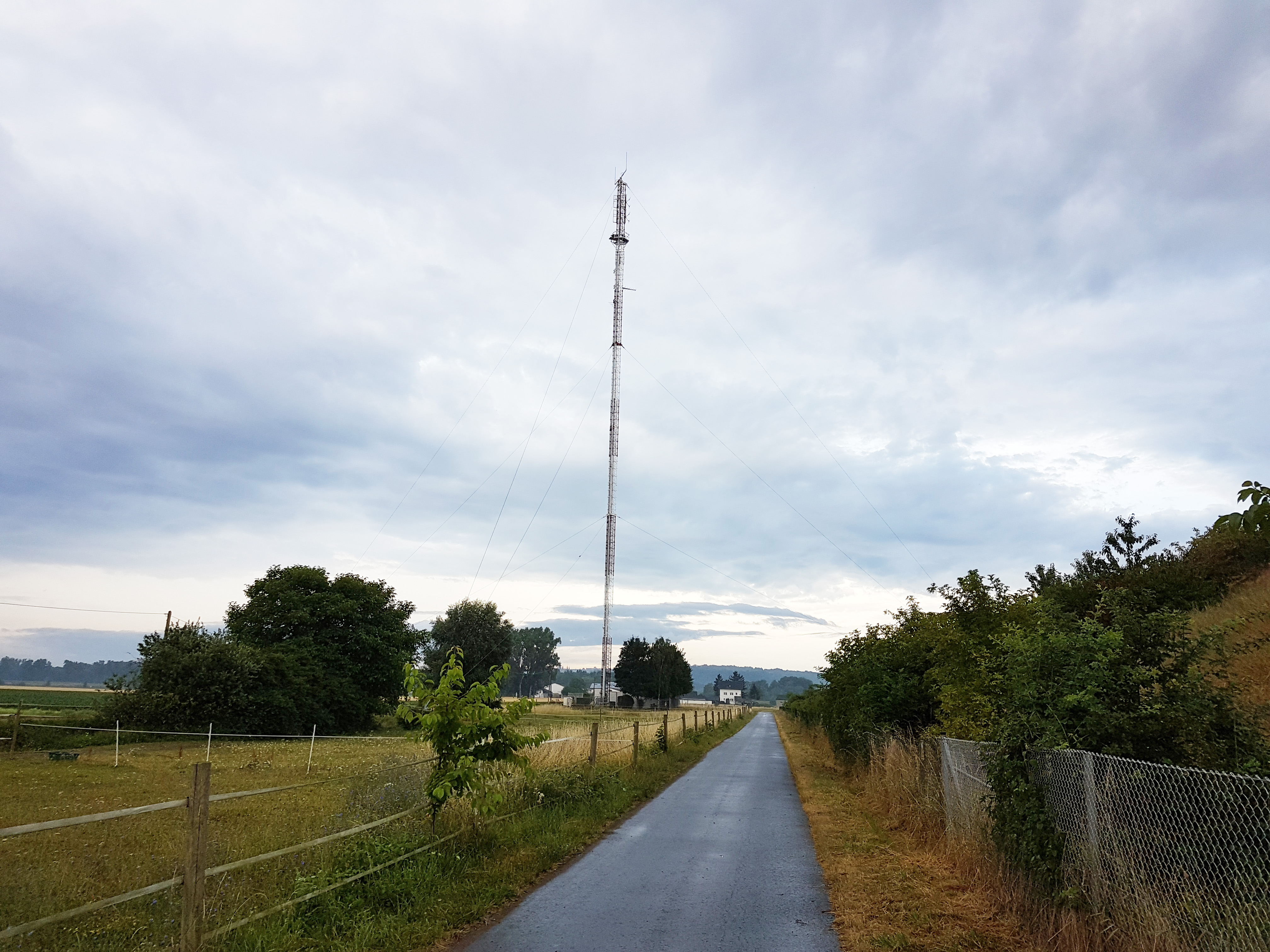
UKW Sendeanlage des SWR zwischen Geinsheim und Kornsand

### Sport
Die Fußballmannschaften des TSV 05 Trebur bzw. je nach Altersklasse die SG Trebur/Astheim oder JSG Trebur/Geinsheim/Wallerstätten sind momentan in der Kreisliga Groß-Gerau aktiv. Im Verein des TSV 05 Trebur gibt es neben Fußball auch die Sportarten Volleyball, Tischtennis, Turnen und seit 2021 gehört Cricket - Softball dazu.
Der Verein TV 1886 Trebur hat Abteilungen im Handball, Turnen, Basketball, Leichtathletik, in mehreren Tanzsportarten, Aikido, Rope Skipping und im Tennis.

### Regelmäßige Veranstaltungen
Nachfolgend eine Auswahl der regelmäßigen Treburer Veranstaltungen:

#### Fastnacht (Fünfte Jahreszeit)
- Am Fastnachtssonntag findet im Ortsteil Astheim ein Fastnachtsumzug statt. Neben dem Umzug gibt es noch einige karnevalistische Veranstaltungen.
- Der Astheimer Carnevalsverein veranstaltet jährlich 2 Damensitzungen, eine Prunksitzung, Kindersitzung und Seniorensitzung in der Bürgermeister-Jakob-Roos Halle in Astheim
- Die Trewwerer Elfen veranstalten jährlich eine Sitzung im Eigenheim in Trebur.

#### Frühjahr
- Am 27. Mai 2018 waren Trebur und seine Stadtteile Geinsheim und Astheim wie 2014 Bestandteil der alle zwei Jahre stattfindenden Aktion Der Kreis rollt. Die Fahrradroute verlief mitten durch den Ort, viele Vereine und Institutionen beteiligten sich mit Ständen und Ausstellungen.[44]

#### Sommer
- Die Gemeinde Trebur veranstaltet seit 1993 das „Trebur Open Air“-Festival auf dem Platz neben dem Fritz-Becker-Freibad, auf dem alljährlich etwa 50 Bands spielen. Das Festival wird unter der Leitung der Kinder- und Jugendförderung der Gemeinde in Kooperation mit dem Kulturverein Trebur e. V. organisiert. Da es sich um eine Non-Profit-Veranstaltung handelt, wird die gesamte Arbeit von rund 200 ehrenamtlichen Helfern übernommen. Das Open Air zieht Jahr für Jahr etwa 7.000 Menschen nach Trebur.
- In Trebur findet die Kerb am Sonntag nach Laurentius, dem 10. August, statt. Der 10. August ist der Todes- und Gedenktag des heiligen Laurentius. Die 10-tägige Kerb (Samstag bis Dienstag mit dem „Kerwedorf“) findet am nachfolgenden Wochenende mit der sogenannten Nachkerb ihren Abschluss. Hauptakteure sind die sog. „Kerweborsch“ und „Kerwemädscher“. Für die aktiven Kerweborsch und Kerwemädscher endet die Kerb mit dem traditionellen „Legen“ des Kerwebaumes am Nachkerwemontag.

#### Herbst
- Seit 2001 veranstaltet der Gewerbeverein Trebur Ende September unter dem Motto „Spaß uff de Gass“ ein großes Straßenfest mit einem bunten Programm aus Modenschauen, Tanzeinlagen und einem verkaufsoffenen Sonntag im Ortskern von Trebur.
- Zum Abschluss der Oktoberfestsaison veranstaltet der Gewerbeverein Trebur e. V. am letzten Oktoberwochenende das „Treburer Oktoberfest“ im großen Festzelt.

#### Winter
- Mitte Dezember findet in Trebur der Weihnachtsmarkt im Museumshof statt, der seit 2012 von den Kerweborsch veranstaltet wird.

## Wirtschaft und Infrastruktur

### Flächennutzung
Das Gemeindegebiet umfasst eine Gesamtfläche von 5014 Hektar, davon entfallen in ha auf:
| Nutzungsart             | Nutzungsart             | 2011 | 2015 |
| ----------------------- | ----------------------- | ---- | ---- |
| Gebäude- und Freifläche | Gebäude- und Freifläche | 341  | 346  |
| davon                   | Wohnen                  | 183  | 183  |
|                         | Gewerbe                 | 22   | 24   |
| Betriebsfläche          | Betriebsfläche          | 53   | 33   |
| davon                   | Abbauland               | 45   | 24   |
| Erholungsfläche         | Erholungsfläche         | 31   | 32   |
| davon                   | Grünanlage              | 21   | 21   |
| Verkehrsfläche          | Verkehrsfläche          | 261  | 260  |
| Landwirtschaftsfläche   | Landwirtschaftsfläche   | 3673 | 3567 |
| davon                   | Moor                    | 0    | 0    |
|                         | Heide                   | 0    | 0    |
| Waldfläche              | Waldfläche              | 136  | 222  |
| Wasserfläche            | Wasserfläche            | 412  | 449  |
| Sonstige Nutzung        | Sonstige Nutzung        | 107  | 106  |

### Wirtschaftsstruktur
Wirtschaft und Infrastruktur sind in Trebur von der Zugehörigkeit zum Ballungsraum Frankfurt-Rhein-Main geprägt sowie von der Nähe zum Frankfurter Flughafen und zu den Opelwerken in Rüsselsheim am Main.
Trebur wurde im Februar 2006 für den möglichen Standort eines Kernkraftwerks in Erwägung gezogen.

### Straßenverkehr
Durch Trebur und das Gemeindegebiet führen in West-Ost-Richtung die Landesstraße 3040 von Ginsheim nach Nauheim und in Nord-Süd-Richtung die Landesstraße 3012 von Rüsselsheim am Main nach Geinsheim. Letztere trifft in Geinsheim auf die Landesstraße 3094, die in Groß-Gerau beginnt und am Kornsand an der Rheinfähre endet. Durch die tagsüber verkehrende Rheinfähre besteht Anschluss an die linksrheinischen Bundesstraßen 9 und 420 bei Oppenheim und Rheinhessen.

### Krankenhaus
Trebur verfügt über kein eigenes Krankenhaus. Die nächstgelegenen Krankenhäuser sind das GPR Klinikum Rüsselsheim und das Kreiskrankenhaus im benachbarten Groß-Gerau.

### Geothermie

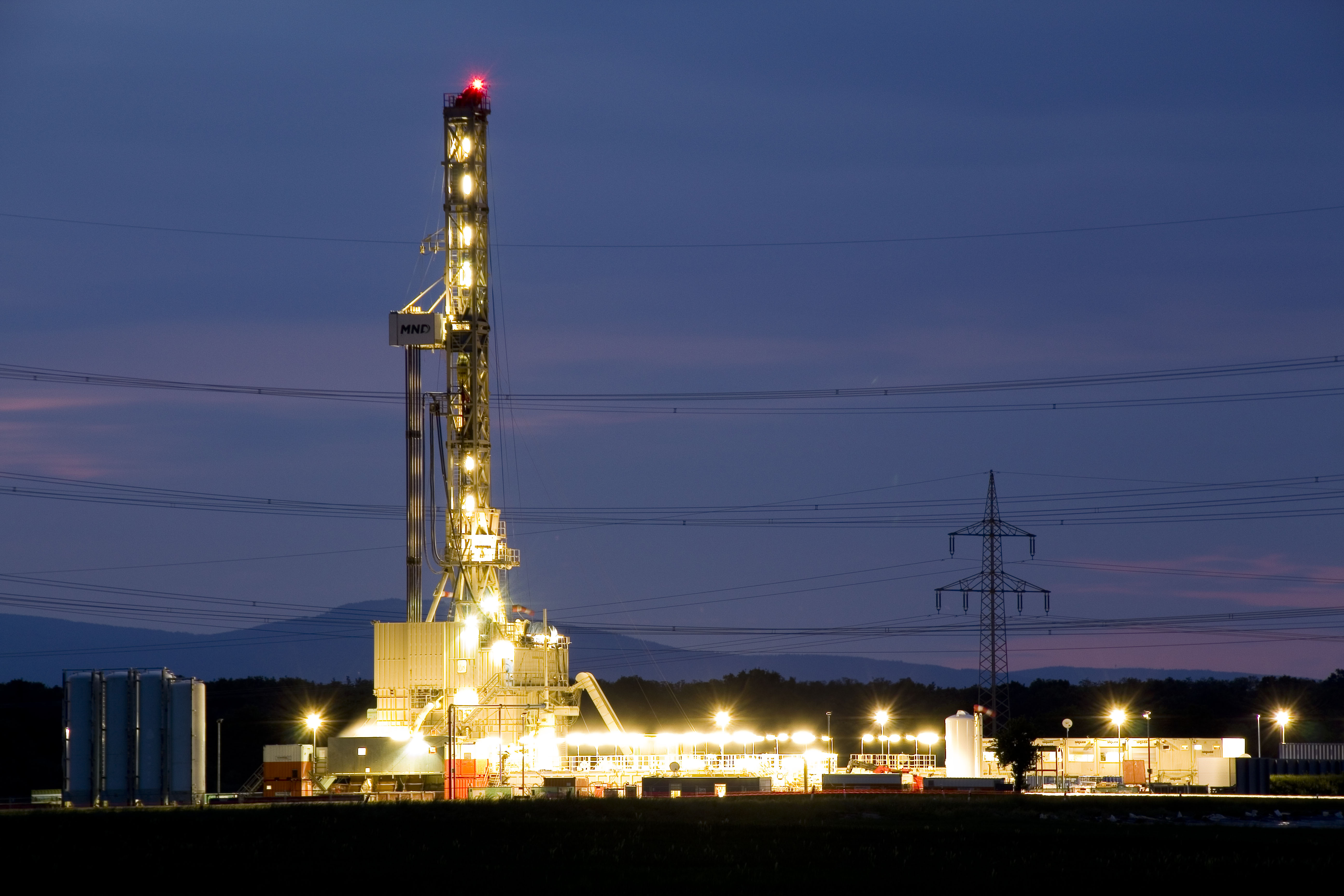
Tiefenbohrungen für die Errichtung eines Geothermiekraftwerks 2016

Zwischen März und September 2016 fanden im Auftrag des Überlandwerk Groß-Gerau Tiefenbohrungen für ein Geothermiekraftwerk östlich von Trebur statt. Hier sollte das erste Tiefengeothermiekraftwerk in Hessen entstehen. Die Bohrungen wurden nach einer Tiefe von über 4000 Metern beendet, da nicht ausreichend Thermalwasser gefunden wurde. Dies führte zur Einstellung des Projekts.

## Persönlichkeiten
- Wilhelm Diehl (1871–1944), hessischer Geschichtsforscher und evangelischer Prälat (wuchs in Kornsand auf)
- Leia Holtwick (* 2002), deutsche Schauspielerin und Model (lebt in Trebur)
- Otto Kleinschmidt (1870–1954), evangelischer Geistlicher und Biologe (geboren in Kornsand)
- Boris Kolb (* 1979), Fußballspieler (geboren in Trebur)
- Wilhelm Michael Nebel (1804–1848), Schriftsteller (geboren in Geinsheim am Rhein)
- Gerold Reichenbach (* 1953), Landes- und Bundespolitiker (SPD) (geboren in Geinsheim am Rhein)
- Irmgard Schäfer, Mundartdichterin, Sprachforscherin und Kolumnistin (lebte in Geinsheim am Rhein)
- Angelika Stephan, geborene Engel (* 1952), Langstreckenläuferin (geboren in Trebur)
- Lucas Hellbusch (* 1996), internationaler Handball-Bundesligaschiedsrichter
- Darnel Jansen (* 1996), internationaler Handball-Bundesligaschiedsrichter